# 2018-as labdarúgó-világbajnokság-selejtező (CONCACAF – 2. forduló)
A 2018-as labdarúgó-világbajnokság észak-amerikai selejtezőjének 2. fordulójának mérkőzéseit tartalmazó lapja.

## Lebonyolítás
A második fordulóban a 20 válogatott vett részt. A rangsor 9–21. helyezettjei és az első forduló 7 továbbjutója. 10 párosítást sorsoltak, a csapatok oda-visszavágós rendszerben mérkőztek meg. A párosítások győztesei jutottak tovább a harmadik fordulóba.

## Sorsolás
A csapatokat négy kalapba osztották. A 3. kalapba a rangsor 16–18. helyezettjei, a 4. kalapba a rangsor 19–21. helyezettjei kerültek. Az 5. kalapba a  rangsor 9–15. helyezettjei, a 6. kalapba az első forduló 7 továbbjutója került, amelyek a sorsolás időpontjában ismeretlenek voltak. A 3. kalap csapatait a 4. kalap csapataival, az 5. kalap csapatait pedig a 6. kalap csapataival sorsolták össze. A rangsor alapja a 2014 augusztusi FIFA-világranglista volt.
A sorsolást 2015. január 15-én 19:40-től (EST, UTC−5) tartották Miami Beachben, Floridában, az Egyesült Államokban, az első forduló sorsolásával együtt. 7 párosítást sorsoltak.
| 3. kalap | 4. kalap |
| --- | --- |
| 1. Saint Vincent és a Grenadine-szigetek (134.) 2. Saint Lucia (138.) 3. Grenada (142.)                                                   | 1. Antigua és Barbuda (149.) 2. Guyana (153.) 3. Puerto Rico (155.)                                                                                     |
| 5. kalap | 6. kalap |
| 1. Kanada (122.) 2. Kuba (124.) 3. Aruba (124.) 4. Dominikai Köztársaság (126.) 5. Salvador (127.) 6. Suriname (131.) 7. Guatemala (134.) | 1. Saint Kitts és Nevis (159.) 2. Belize (162.) 3. Dominikai Közösség (168.) 4. Barbados (169.) 5. Bermuda (173.) 6. Nicaragua (175.) 7. Curaçao (182.) |

Jegyzet
A 6. kalap csapatai a sorsolás időpontjában nem voltak ismertek.

## Mérkőzések
Az első mérkőzéseket 2015. június 8-án, a visszavágókat június 16-án játszották.
A kezdési időpontok helyi idő szerint értendők.
| 1. csapat                             | Össz.Tooltip Aggregate score | 2. csapat   | 1. mérk. | 2. mérk. |
| ------------------------------------- | ---------------------------- | ----------- | -------- | -------- |
| Saint Vincent és a Grenadine-szigetek | 6–6 (i.g.)                   | Guyana      | 2–2      | 4–4      |
| Antigua és Barbuda                    | 5–4                          | Saint Lucia | 1–3      | 4–1      |
| Puerto Rico                           | 1–2                          | Grenada     | 1–0      | 0–2      |
| Dominikai Közösség                    | 0–6                          | Kanada      | 0–2      | 0–4      |
| Dominikai Köztársaság                 | 1–5                          | Belize      | 1–2      | 0–3      |
| Guatemala                             | 1–0                          | Bermuda     | 0–0      | 1–0      |
| Aruba                                 | 3–2                          | Barbados    | 0–2      | 3–0      |
| Saint Kitts és Nevis                  | 3–6                          | Salvador    | 2–2      | 1–4      |
| Curaçao                               | 1–1 (i.g.)                   | Kuba        | 0–0      | 1–1      |
| Nicaragua                             | 4–1                          | Suriname    | 1–0      | 3–1      |

1. ↑  A sorsoláshoz képest a pályaválasztói jogot felcserélték.
2. ↑  A második mérkőzést Hadan Holligan jogosulatlan szerepeltetése miatt a FIFA 3–0-s gólaránnyal Arubának ítélte.

| 2015. június 10. 15:30 (UTC−4) |

| Saint Vincent és a Grenadine-szigetek | 2–2               | Guyana                   |
| ------------------------------------- | ----------------- | ------------------------ |
| Stewart 49' Slater 83'                | (0–1) Jegyzőkönyv | Beresford 26' Wilson 75' |

| Arnos Vale Stadium, Kingstown Játékvezető: Wilson Da Costa (bahama-szigeteki) |

| 2015. június 14. 19:00 (UTC−4) |

| Guyana                                              | 4–4               | Saint Vincent és a Grenadine-szigetek  |
| --------------------------------------------------- | ----------------- | -------------------------------------- |
| Welshman 39' 76' Beresford 50' (11-esből) Danns 86' | (1–2) Jegyzőkönyv | Samuel 16' Slater 41' 57' Anderson 66' |

| Providence Stadium, Providence Játékvezető: Valdin Legister (jamaicai) |

- A Saint Vincent és a Grenadine-szigetek 6–6-os összesítéssel, idegenben szerzett több góllal jutott tovább a harmadik fordulóba.

| 2015. június 10. 19:00 (UTC−4) |

| Antigua és Barbuda | 1–3               | Saint Lucia                        |
| ------------------ | ----------------- | ---------------------------------- |
| Harriette 21'      | (1–1) Jegyzőkönyv | Paul 26' Henry 61' Greenidge 90+1' |

| Sir Vivian Richards Stadium, North Sound Játékvezető: Kimbell Ward (saint kitts és nevis-i) |

| 2015. június 14. 19:00 (UTC−4) |

| Saint Lucia              | 1–4               | Antigua és Barbuda                         |
| ------------------------ | ----------------- | ------------------------------------------ |
| Frederick 81' (11-esből) | (0–0) Jegyzőkönyv | Parker 70' 90+3' Harriette 85' Tumwa 90+5' |

| Sir Vivian Richards Stadium, North Sound (Antigua és Barbuda) Játékvezető: Dave Gantar (kanadai) |

- Antigua és Barbuda 5–4-es összesítéssel jutott tovább a harmadik fordulóba.

| 2015. június 12. 20:00 (UTC−4) |

| Puerto Rico | 1–0               | Grenada |
| ----------- | ----------------- | ------- |
| Bozkurt 16' | (1–0) Jegyzőkönyv |         |

| Juan Ramón Loubriel Stadium, Bayamón Játékvezető: Christopher Reid (belize-i) |

| 2015. június 16. 15:40 (UTC−4) |

| Grenada                             | 2–0               | Puerto Rico |
| ----------------------------------- | ----------------- | ----------- |
| Morales 34' (öngól) Ja. Charles 81' | (1–0) Jegyzőkönyv |             |

| National Cricket Stadium, St. George's Játékvezető: Adrian Skeete (barbadosi) |

- Grenada 2–1-es összesítéssel jutott tovább a harmadik fordulóba.

| 2015. június 11. 19:00 (UTC−4) |

| Dominikai Közösség | 0–2               | Kanada                          |
| ------------------ | ----------------- | ------------------------------- |
|                    | (0–1) Jegyzőkönyv | Larin 5' Teibert 63' (11-esből) |

| Windsor Park, Roseau Játékvezető: Jeffrey Solís (costa rica-i) |

| 2015. június 16. 19:37 (UTC−4) |

| Kanada                                 | 4–0               | Dominikai Közösség |
| -------------------------------------- | ----------------- | ------------------ |
| Akindele 4' Larin 41' Ricketts 52' 77' | (2–0) Jegyzőkönyv |                    |

| BMO Field, Toronto Játékvezető: Gianni Ascani (Turks- és Caicos-szigeteki) |

- Kanada 6–0-s összesítéssel jutott tovább a harmadik fordulóba.

| 2015. június 11. 16:00 (UTC−4) |

| Dominikai Köztársaság | 1–2               | Belize           |
| --------------------- | ----------------- | ---------------- |
| Lombardi 71'          | (0–1) Jegyzőkönyv | McCaulay 13' 88' |

| Estadio Olímpico Félix Sánchez, Santo Domingo Játékvezető: Mario Escobar (guatemalai) |

| 2015. június 14. 16:00 (UTC−6) |

| Belize                             | 3–0               | Dominikai Köztársaság |
| ---------------------------------- | ----------------- | --------------------- |
| Róchez 17' Kuylen 37' McCaulay 76' | (2–0) Jegyzőkönyv |                       |

| FFB Stadium, Belmopan Játékvezető: Sherwin Moore (guyanai) |

- Belize 5–1-es összesítéssel jutott tovább a harmadik fordulóba.

| 2015. június 12. 20:06 (UTC−6) |

| Guatemala | 0–0         | Bermuda |
| --------- | ----------- | ------- |
|           | Jegyzőkönyv |         |

| Estadio Mateo Flores, Guatemalaváros Játékvezető: Yadel Martínez (kubai) |

| 2015. június 15. 19:30 (UTC−3) |

| Bermuda | 0–1               | Guatemala    |
| ------- | ----------------- | ------------ |
|         | (0–1) Jegyzőkönyv | Cincotta 25' |

| Bermuda National Stadium, Devonshire Játékvezető: Luis Enrique Santander (mexikói) |

- Guatemala 1–0-s összesítéssel jutott tovább a harmadik fordulóba.

| 2015. június 10. 20:00 (UTC−4) |

| Aruba | 0–2               | Barbados            |
| ----- | ----------------- | ------------------- |
|       | (0–2) Jegyzőkönyv | Harte 18' Boyce 28' |

| Trinidad Stadium, Oranjestad Játékvezető: Edvin Jurisevic (amerikai) |

| 2015. június 14. 19:30 (UTC−4) |

| Barbados     | 0–3 megállapított | Aruba |
| ------------ | ----------------- | ----- |
| Holligan 78' | (0–0) Jegyzőkönyv |       |

| Usain Bolt Sports Complex, Cave Hill Játékvezető: Marlon Mejía (salvadori) |

- A második mérkőzést Hadan Holligan jogosulatlan szerepeltetése miatt a FIFA 3–0-s gólaránnyal Arubának ítélte.
- Aruba 3–2-es összesítéssel jutott tovább a harmadik fordulóba.

| 2015. június 11. 20:00 (UTC−4) |

| Saint Kitts és Nevis    | 2–2               | Salvador                |
| ----------------------- | ----------------- | ----------------------- |
| Mitchum 68' Sawyers 71' | (0–1) Jegyzőkönyv | Herrera 41' Bonilla 86' |

| Warner Park, Basseterre Játékvezető: Mathieu Bourdeau (kanadai) |

| 2015. június 16. 19:00 (UTC−6) |

| Salvador                             | 4–1               | Saint Kitts és Nevis |
| ------------------------------------ | ----------------- | -------------------- |
| Cerén 2' Bonilla 54' 80' Alvarez 62' | (1–0) Jegyzőkönyv | Harris 69'           |

| Estadio Cuscatlán, San Salvador Játékvezető: Óscar Dávila (nicaraguai) |

- Salvador 6–3-as összesítéssel jutott tovább a harmadik fordulóba.

| 2015. június 10. 20:00 (UTC−4) |

| Curaçao | 0–0         | Kuba |
| ------- | ----------- | ---- |
|         | Jegyzőkönyv |      |

| Ergilio Hato Stadium, Willemstad Játékvezető: Oscar Moncada (hondurasi) |

| 2015. június 14. 16:00 (UTC−4) |

| Kuba       | 1–1               | Curaçao      |
| ---------- | ----------------- | ------------ |
| Márquez 5' | (1–1) Jegyzőkönyv | Merencia 16' |

| Estadio Pedro Marrero, Havana Játékvezető: Jafeth Perea (panamai) |

- Curaçao 1–1-es összesítéssel, idegenben szerzett több góllal jutott tovább a harmadik fordulóba.

| 2015. június 7. 18:00 (UTC−6) |

| Nicaragua     | 1–0               | Suriname |
| ------------- | ----------------- | -------- |
| Chavarría 45' | (1–0) Jegyzőkönyv |          |

| Nicaragua National Football Stadium, Managua Játékvezető: Javier Santos (puerto ricó-i) |

| 2015. június 16. 16:30 (UTC−3) |

| Suriname | 1–3               | Nicaragua                             |
| -------- | ----------------- | ------------------------------------- |
| Fer 3'   | (1–1) Jegyzőkönyv | Leguías 26' Rosas 51' Chavarría 90+3' |

| André Kamperveen Stadion, Paramaribo Játékvezető: Leon Clarke (0) |

- Nicaragua 4–1-es összesítéssel jutott tovább a harmadik fordulóba.